# Fédération de Porto Rico de basket-ball
La Fédération de Porto Rico de basket-ball, ou FBPR (Federación de Baloncesto de Puerto Rico) est une association, fondée en 1955, chargée d'organiser, de diriger et de développer le basket-ball à Porto Rico.
La FBPR représente le basket-ball auprès des pouvoirs publics ainsi qu'auprès des organismes sportifs nationaux et internationaux et, à ce titre, Porto Rico dans les compétitions internationales. Elle défend également les intérêts moraux et matériels du basket-ball portoricain. Elle est affiliée à la FIBA depuis 1957, ainsi qu'à la FIBA Amériques.
La FBPR organise également le championnat national.